# Papierkorb-Taxon

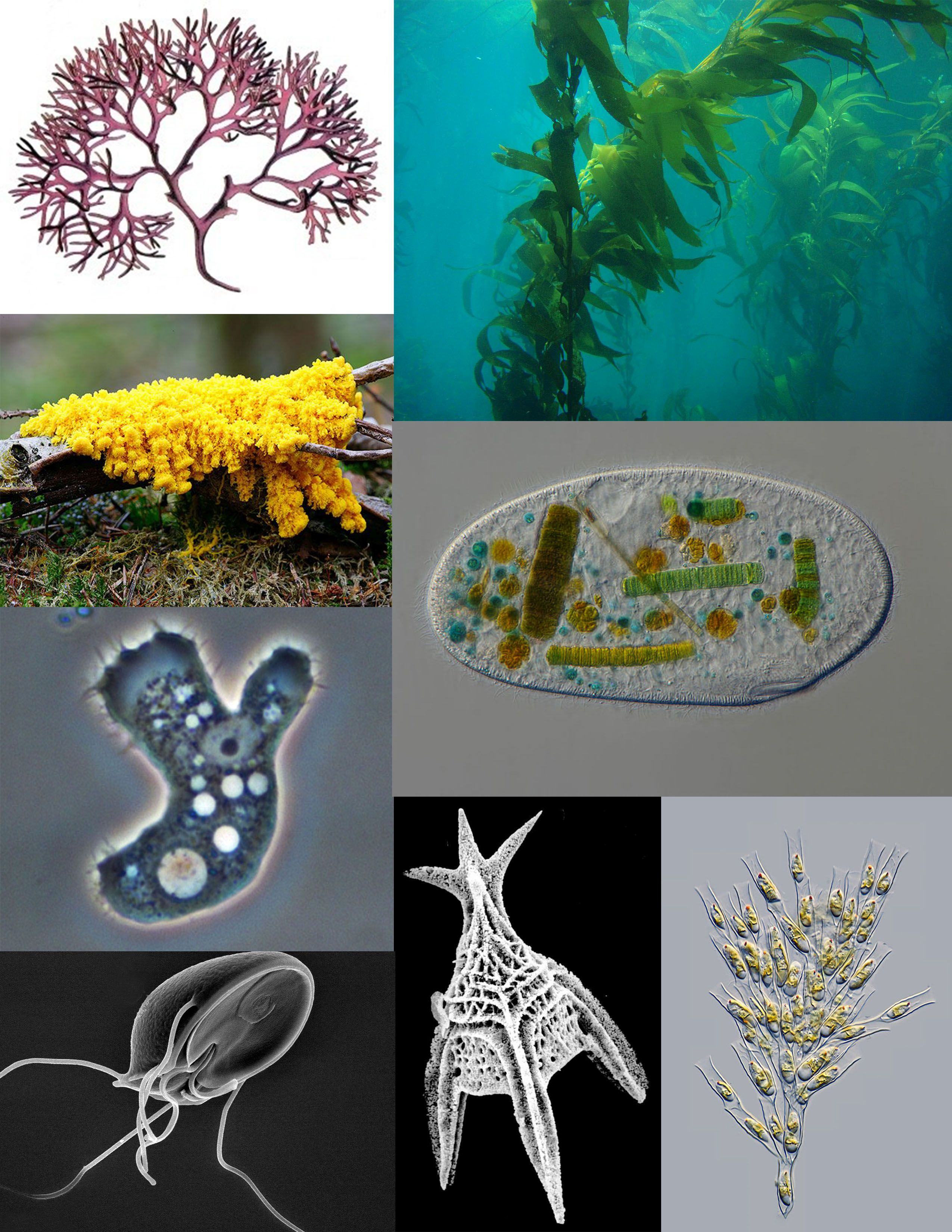
Collage von Protisten, eines der bekanntesten Papierkorb-Taxa. Die Vertreter haben kaum Gemeinsamkeiten, außer dass sie Eukaryoten sind, die weder Pflanzen, Tiere noch Pilze sind, d. h. keine komplexen mehrzelligen Organismen bilden.

Papierkorb-Taxon (im englischen wastebasket taxon, wastebin taxon, dustbin taxon oder catch-all taxon) ist ein Begriff, der für Taxa verwendet wird, die den Zweck haben, Organismen zu klassifizieren, die sich anderweitig nicht einordnen lassen. Sie zeichnen sich typischerweise durch die oft oberflächliche Ähnlichkeit ihrer Vertreter untereinander (Formtaxon), durch das Fehlen bestimmter Charakteristiken (z. B. Wirbellose) oder durch ihre Nichtzugehörigkeit zu anderen Taxa (z. B. Antilope) aus. Papierkorb-Taxa sind per Definition entweder paraphyletisch oder polyphyletisch und werden daher unter strengen kladistischen Regeln der Taxonomie nicht als gültige Taxa angesehen. Der Name eines Papierkorb-Taxon kann jedoch in manchen Fällen als Bezeichnung für einen evolutionären Grad beibehalten werden.

## Papierkorb-Taxa in der Paläontologie
Besonders in der fossilen Taxonomie treten Papierkorb-Taxa vermehrt auf, da aufgrund der begrenzten Datengrundlagen Vertreter häufig nach grober Morphologie oder Stratigraphie gruppiert werden (z. B. Rauisuchia).
Eine der Aufgaben von Taxonomen besteht darin, Papierkorb-Taxa zu identifizieren und den Inhalt in natürlichere Einheiten umzuklassifizieren. Manchmal können Papierkorb-Taxa durch Erforschung der Mitglieder und der Einführung strengerer Beschränkungen restauriert werden (z. B. Carnosauria und Megalosaurus). In anderen Fällen enthält der taxonomische Name zu viele uncharakteristische Vertreter, um erfolgreich korrigiert zu werden. Daher werden häufig neue, restriktivere Namen eingeführt (z. B. Rhynchocephalia) oder Gattungen ganz aufgegeben (z. B. Simia).

## Beispiele
- Die Wirbellosen als „Alles-andere-Kategorie“, die alle Tiere ohne Wirbelsäule umfasst.[7]
- Die Antilope als Kategorie für nicht exakt bestimmbare Hornträger.[1]
- Die Protisten (ehemaliges Taxon) bestehen aus allen Eukaryoten, die keine Tiere, Pflanzen oder Pilze sind.[8]
- Die Condylarthra sind eine künstliche Gruppe mit Hufsäugetieren, die nicht eindeutig den Perissodactyla oder Cetartiodactyla zugeordnet werden konnten. Viele dieser Gruppen, wie Meridiungulata oder Protungulatum, repräsentieren möglicherweise keine Laurasither-Säugetiere, während andere wie Phenacodontiden eindeutig als frühe Unpaarhufer etabliert wurden.[9]
- Die Senecio sind künstlich und polyphyletisch, auch in der neuen Kategorisierung, die auf genetischen Daten basiert. Da keine morphologischen Synapomorphien bekannt sind, kann nicht genau bestimmt werden, welche Arten der Gattung zugeordnet gehören.[10]
- Die Orthoceras als Gruppe für zahlreiche nicht zugeordnete Arten von konischen Nautiloideen im Paläozoikum und in der Trias.[11]